# 圣保禄修道院 (帕尔马)
原圣保禄修道院位于意大利艾米利亚-罗马涅大区帕尔马中心的Macedonio 梅洛尼街。以拥有科雷吉歐的壁画杰作“Camera di San Paolo”（1519年）而著称。

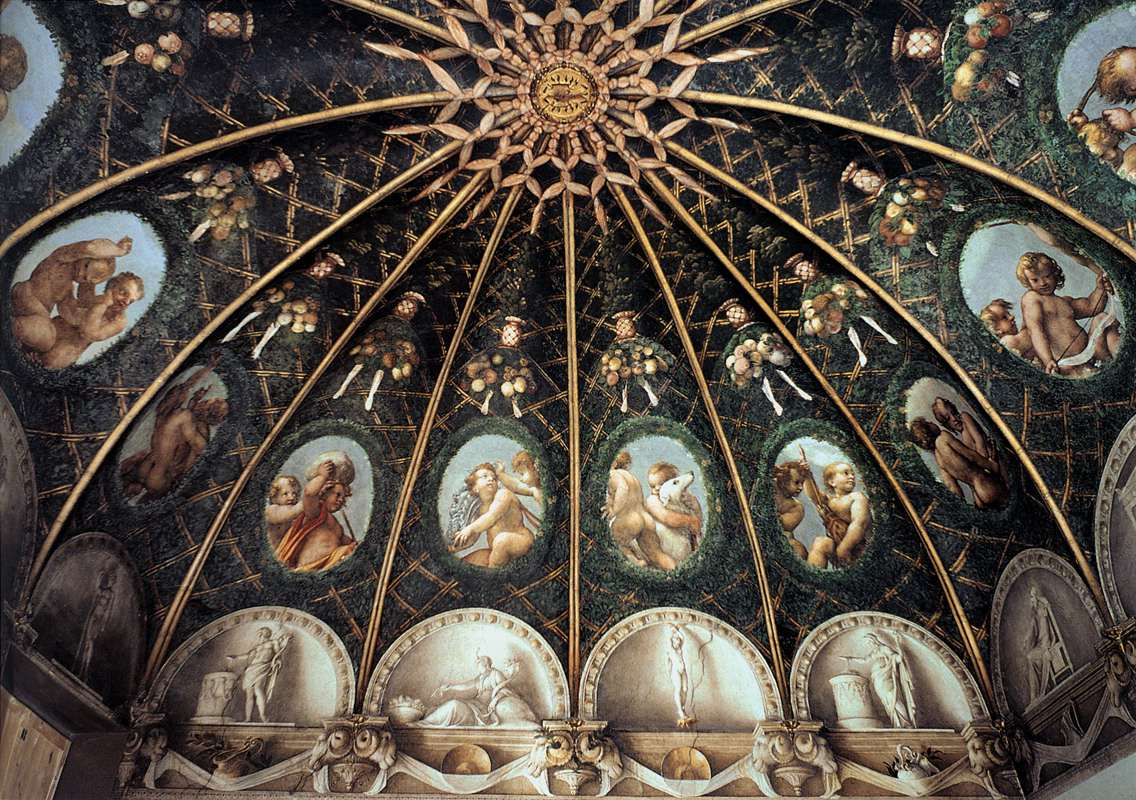
Camera di San Paolo

## 历史
传统认为修道院的所在地为伦巴底国王的女婿Godescalco（改信基督教后取名保禄），在600年前后，他年轻的妻子死于难产后捐献。 这座本笃会修道院主要收留来自富裕或贵族家庭的妇女。帕尔马公爵的女儿、查理五世]]的曾孙女玛格丽特·法尔内塞（1567-1643年），在与曼图亚公国的继承人文森佐二世的婚姻（1581年）失败后（1583年），进入这座修道院。
到1767年，该修道院只有大约80名修女。1810年拿破仑统治开始后，修道院关闭，由市政府管理。

## Camera di San Paolo
1519年2至9月，科雷吉歐受院长嬷嬷委托，装饰她的私人餐厅的圆顶天花板，现在称为“Camera di San Paolo”。壁画被认为是意大利文艺复兴时期的艺术杰作之一。但是因在修女院描绘异教徒场景和狩猎场面而引起争议。该修女院以会规松弛著称，院长嬷嬷还卷入了土地纠纷。女修道院院长的私人房间作为博物馆公众开放。

## 斯图尔特画廊
2002年，该修道院的一翼被改为斯图尔特画廊（Pinacoteca Stuard），展出朱塞佩•斯图尔特收藏的从14世纪到上个世纪的三百多幅画作。